# 強烈熱帶風暴尼格 (2022年)
強烈熱帶風暴尼格（英語：Severe Tropical Storm Nalgae，國際編號：2222，聯合颱風警報中心：WP262022，菲律賓大氣地球物理和天文管理局：Paeng）是2022年太平洋颱風季第22個被命名的風暴。「尼格」（韓語：날개，國際音標：[na̠ɭɡɛ̝]）名由北韓提供，即翅膀，象徵飛翔、動感和自由。
尼格於10月30日橫過菲律賓呂宋並移入南海，導致香港天文台及澳門氣象局繼2018年超強颱風玉兔後，4年以來首次於11月發出熱帶氣旋警告信號。尼格其後更進一步逼近珠江口一帶，不但令港澳兩地發出半世紀以來首個於11月生效的八號熱帶氣旋警告信號，更是繼1954年颱風柏美娜後，相隔68年後首個於11月正面吹襲港澳兩地的熱帶氣旋。
因應「尼格」在菲律賓造成災難性破壞，菲律賓大氣地球物理和天文服務管理局在信中向颱風委員會追加將尼格除名，在2023年3月舉行的第55次颱風委員會會議上獲該會接納把尼格從命名表中除名。在第56次世界氣象組織颱風委員會會議中通過新名由「蜻蜓」取代。

## 發展過程
10月21日，一個熱帶擾動在關島以南生成，美國海軍研究實驗室給予擾動編號93W。
10月25日上午8時，聯合颱風警報中心將其評級為「中」。
10月26日上午8時，日本氣象廳將其升格為熱帶低氣壓並直接對其發布烈風警報。同時，台灣中央氣象局將其升格為熱帶性低氣壓，給予編號TD27。下午2時，聯合颱風警報中心將其評級為「高」，同時發出熱帶氣旋形成警報。
10月27日上午8時，聯合颱風警報中心將其升格為熱帶低氣壓，給予熱帶氣旋編號26W。同時，日本氣象廳將其升格為熱帶風暴，給予國際編號2222，並命名「尼格」；台灣中央氣象局將其升格為輕度颱風，香港天文台將其升格為熱帶低氣壓。上午11時，香港天文台將其升格為熱帶風暴。
10月28日凌晨2時，聯合颱風警報中心將其升格為熱帶風暴。晚間8時，中國國家氣象局率先將其升格為強烈熱帶風暴。同時，澳門地球物理暨氣象局將其升格為強烈熱帶風暴。
10月29日凌晨1時10分左右，菲律賓大氣地球物理和天文服務管理局表示尼格於菲律賓卡坦端內斯省維拉克市附近登陸。凌晨1時40分左右，菲律賓大氣地球物理和天文服務管理局表示尼格於菲律賓南甘馬仁省卡拉莫安市再次登陸。凌晨2時，日本氣象廳和香港天文台將其升格為強烈熱帶風暴。上午6時左右，菲律賓大氣地球物理和天文服務管理局表示尼格於菲律賓奎松省布埃納維斯塔市第三次登陸。上午8時40分左右，菲律賓大氣地球物理和天文服務管理局表示尼格於菲律賓馬林杜克省聖克魯斯市第四次登陸。下午1時40分左右，菲律賓大氣地球物理和天文服務管理局表示尼格於菲律賓奎松省薩里亞亞市第五次登陸。
10月30日下午2時，日本氣象廳將其降格為熱帶風暴。
10月31日上午8時，中國國家氣象局率先將其升格為颱風。同時，日本氣象廳再度將其升格強烈熱帶風暴。下午2時，澳門氣象局將其升格為颱風。晚間8時，聯合颱風警報中心將其升格為颱風。
11月1日下午5時，澳門氣象局將其降格為強烈熱帶風暴。
11月2日上午8時，日本氣象廳再度將其降格為熱帶風暴。下午5時，香港天文台和澳門地球物理暨氣象局將其降格為熱帶風暴。
11月3日上午4時50分左右中國國家氣象局表示尼格以熱帶低氣壓於廣東省珠海市香洲區沿海登陸。上午6時，香港天文台和澳門氣象局將其降格為熱帶低氣壓。上午8時，日本氣象廳及台灣中央氣象局同時將其降格為熱帶低氣壓。同時，香港天文台將其降格為低壓區。下午2時，台灣中央氣象局將其降格為低壓區。

## 影響

### 菲律賓
當地發出之最高風暴信號：三號風暴信號
減災管理委員會4日表示強烈熱帶風暴尼格造成154人死亡，另外還有128人受傷，35人失蹤。超204万人受灾。减灾委称，364条公路和82座桥梁的交通受阻，其中169条公路和10座桥梁已恢复通车。263个城镇出现电力中断，其中94个城镇已恢复供电。385个国内航班和59个国际航班被取消。基础设施方面的损失预计达到7.5亿菲律宾比索（1.3千萬美元）。當地時間10月30日，菲律賓政府發布的一段視頻顯示，停靠在呂宋島甲米地造船廠的三艘菲軍艦沉沒。由於尼格對菲律賓造成災難性破壞，菲律賓大氣地球物理和天文服務管理局已於追加信中向颱風委員會提出除名申請，獲颱風委員會通過，議決在2024年公佈新名稱。

### 中國大陸
中央氣象台發布之最高颱風預警信號： 颱風黃色預警信號
广东、福建等地降雨增多，部分沿海地区风力较强。浙江、福建、广东、广西、海南岛等地的沿海及三沙群岛出现7～9级、局地10～13级阵风。

#### 福建省
福建省氣象台發布之最高颱風預警信號： 颱風黃色預警信號
| 市     | 縣 / 區 | 預警信號         |
| ------ | ------- | ---------------- |
| 泉州市 | 南安市  | 颱風黃色預警信號 |
| 泉州市 | 石獅市  | 颱風黃色預警信號 |
| 泉州市 | 晉江市  | 颱風黃色預警信號 |
| 泉州市 | 惠安縣  | 颱風黃色預警信號 |
| 莆田市 | 秀嶼區  | 颱風黃色預警信號 |

#### 海南省
海南省氣象台發布之最高颱風預警信號： 颱風橙色預警信號

#### 廣東省
廣東省氣象台發布之最高颱風預警信號： 颱風黃色預警信號

##### 深圳市
深圳市氣象局發布之最高颱風預警信號： 颱風藍色預警信號

##### 廣州市
廣州市氣象台發布之最高颱風預警信號： 颱風藍色預警信號（南沙區）、 颱風白色預警信號（其他區域）

##### 東莞市
東莞市氣象台發布之最高颱風預警信號： 颱風藍色預警信號

##### 珠海市
珠海市氣象局發布之最高颱風預警信號： 颱風黃色預警信號
珠海市氣象局於10月30日16時15分發佈白色颱風預警，隨後在10月31日10時25分升至藍色，再於11月1日20時將颱風預警升至黃色，市三防指挥部发布《珠海市三防指挥部关于启动防风III级应急响应的通告》，决定于2022年11月1日20时起，将防风Ⅳ级应急响应升级为Ⅲ级，中小学校、幼儿园、托儿所停课。珠海市气象台11月3日09时00分发布台风预警信号解除消息，“尼格”已于當天早晨在珠海市香洲区沿海登陆并持续快速减弱，市气象局已解除全市台风预警信号。同日晚上，珠海氣象局在官方微博發佈影片，顯示尼格在珠海氣象台之東北附近登陸。
本次的黃色颱風預警和藍色颱風預警是珠海實行現行颱風預警分級制度以來最晚的一次。

##### 中山市
中山市氣象台發布之最高颱風預警信號： 颱風黃色預警信號

##### 惠州市
惠州市氣象台發布之最高颱風預警信號： 颱風藍色預警信號（惠陽、惠東）

##### 江門市
江門市氣象台發布之最高颱風預警信號： 颱風黃色預警信號（台山市、新會區）、 颱風藍色預警信號（其他區域）

##### 佛山市
佛山市氣象台發布之最高颱風預警信號： 颱風白色預警信號

##### 肇慶市
肇慶市氣象台發布之最高颱風預警信號： 颱風白色預警信號

### 香港
- 當地發出之最高熱帶氣旋警告信號： 八號西北烈風或暴風信號 /  八號東北烈風或暴風信號 /  八號東南烈風或暴風信號
- 最接近當地時間：2022年11月3日凌晨2時
- 最接近當地位置：香港天文台總部之西南約40公里（正面吹襲）

香港天文台在10月25日發表「天氣隨筆」，表示以現時較西的路徑可能性而論，尼格對本港構成直接威脅的機會仍然偏低。天文台會繼續密切監察其發展情況。天文台在29日下午12時半發出特別天氣提示，表示預料尼格會在10月30日晚進入香港800公里範圍內，會視乎尼格的發展及動向，在30日晚上至31日早上考慮發出熱帶氣旋警告信號；受到尼格及東北季候風的共同影響，香港翌週初至中期風勢頗大，離岸吹強風，翌週中期高地風力可能達到烈風程度。天文台特別提醒進行戶外工作、水上活動或行山的市民應留意天氣變化。天文台在30日上午11時半更新特別天氣提示，指尼格會在當日進入本港800公里範圍，天文台會視乎尼格的發展及動向，在當晚至翌日早上發出熱帶氣旋警告信號；受到尼格及東北季候風的共同影響，香港未來數天風勢頗大，高地風力可能達到烈風程度；而預料與尼格相關的外圍雨帶亦會在該週中期為廣東沿岸帶來狂風驟雨。隨後再於晚上7時15分更新特別天氣提示，指尼格已進入本港800公里範圍，天文台會在當晚發出熱帶氣旋警告信號。天文台在晚上10時10分發出一號戒備信號，當時尼格集結在香港之東南偏南約800公里。天文台指尼格會在當晚至翌日早上與香港保持超過600公里距離，一號信號會最少維持至31日凌晨5時；受尼格及東北季候風的共同影響，預料香港風勢會在隨後一兩日逐漸增強；而因應尼格會在11月1日及2日進一步靠近廣東沿岸，天文台呼籲市民應保持警覺，並留意最新風暴消息。
受尼格及東北季候風的共同影響，香港風勢10月31日凌晨開始逐漸增強，離岸吹偏北強風，高地間中吹烈風。天文台於凌晨4時45分表示，尼格會在當日稍後進入南海北部，並與香港保持超過400公里距離，一號信號會最少維持至上午10時。隨後在早上8時45分表示，一號信號會最少維持至下午4時，而隨著尼格逐漸靠近廣東沿岸，香港風勢會在當晚進一步增強，天文台會考慮在下午4時至晚上7時發出三號信號；並預料尼格會在11月2日稍後至3日相當接近珠江口一帶。下午1時45分，天文台表示隨著尼格靠近南海北部，香港風勢進一步加強，會於下午4時至5時發出三號信號。天文台在下午4時20分發出三號強風信號，當時尼格集結於香港之東南偏南約600公里。天文台指當時尼格穩定地靠近南海北部，受尼格及東北季候風共同影響，預料香港當晚至翌日早上普遍吹強風，高地間中吹烈風，三號信號會維持至翌日正午12時。天文台署理高級科學主任蔡振榮在下午5時舉行的新聞發佈會表示，尼格將會在11月2日稍後至3日初時相當接近珠江口一帶，當接近沿岸地區時，受到東北季候風及較涼海水的影響，強度會逐漸減弱，但與珠江口的距離及減弱速度仍存在相當變數，天文台會密切監測動向和發展，考慮是否需要發出八號信號。
11月1日香港當日普遍吹清勁至強風程度偏北風，高地間中吹烈風，天文台在早上8時45分指三號信號會於當日維持，並預測尼格會在11月2日相當接近珠江口一帶，在香港西南約200公里左右掠過。早上約9時，旺角聯運街有大樹懷疑不敵強風吹襲倒塌，被連根拔起，曾一度全線封閉。天文台在下午4時45分表示，尼格會採取更為靠近香港的路徑，在翌日於香港西南約150公里以內掠過，預料香港翌日風勢會逐步增強，三號信號會在2日早上6時前維持生效，並會考慮在2日日間發出八號信號，但實際時間需視乎香港風力變化。天文台呼籲市民應保持警覺，翌日早上出門前留意最新風暴消息。
11月2日凌晨4時45分，天文台指雖然尼格會逐漸減弱，但其減弱速度仍存在變數，三號信號將在中午前維持生效；尼格會在當日稍後非常接近珠江口一帶，於香港以南約150公里以內掠過，屆時香港將由吹偏北風逐漸轉為吹東風，原本受遮蔽的地方可能會變得當風，香港風勢將進一步增強，天文台會考慮在正午12時至下午2時之間發出八號信號，教育局隨後宣佈所有學校當日停課。天文台預料香港風勢會在下午逐漸增強，於是在上午11時40分發出「熱帶氣旋之特別報告」，宣佈預計在下午1時40分或之前發出八號熱帶氣旋警告信號。天文台在下午1時40分發出八號西北烈風或暴風信號，當時尼格集結在香港之東南偏南約160公里，成為繼1972年颱風柏美娜後，半世紀以來首個在11月生效的八號信號。天文台指八號信號會最少維持至下午6時，而隨後八號信號是否維持，則視乎尼格的減弱程度及其與香港的距離。由於香港下午吹北至西北風，受地形屏敝影響，普遍地區風勢不大，只有離岸吹強風。天文台隨後在下午3時45分表示，尼格當晚會較之前預計更為接近香港，在香港100公里內掠過；受與尼格相關的雨帶影響，當晚香港雨勢會較為頻密；並指如尼格進一步減弱為熱帶低氣壓時，天文台便會改發較低的熱帶氣旋警告信號。其後再於下午4時45分表示八號信號最少維持至當晚10時，而八號信號維持的時間，需視乎尼格的減弱程度。尼格於晚上7時進入香港100公里範圍內，開始正面吹襲香港，成為繼1954年颱風柏美娜後，68年以來首個11月正面襲港的熱帶氣旋。因應風向轉為北至東北風，天文台在晚上8時40分改發八號東北烈風或暴風信號，當時尼格集結在香港天文台總部之東南偏南約90公里。天文台指隨著尼格接近珠江口一帶，當晚至翌早初時香港仍有機會出現烈風，預料八號信號會維持至3日凌晨2時。
11月3日凌晨12時45分，天文台表示八號信號會維持至凌晨5時，並呼籲市民早上出門前留意最新風暴消息。由11月3日午夜開始，與尼格相關的雨帶不斷橫過香港，晚間香港風力迅速增強，東部及南部受烈風影響，離岸及高地更間中達暴風程度，天文台於凌晨1時35分發出黃色暴雨警告信號，維持一小時後取消，是自2006年以來首次於11月發出暴雨警告信號。尼格於凌晨2時最接近香港，在天文台總部之西南約40公里掠過。因應風向轉為東至東南風，天文台於凌晨2時40分改發八號東南烈風或暴風信號，當時尼格集結在香港天文台總部之西南偏西約45公里。天文台在凌晨3時45分宣佈預計在凌晨5時20分或之前改發三號熱帶氣旋警告信號，並指當尼格對香港的威脅進一步減低時，將改發一號信號或取消所有信號。隨著香港風勢減弱，天文台在凌晨5時20分改發三號強風信號，當時尼格集結在香港天文台總部之西南偏西約50公里，更隨即表示將於早上6時半或之前取消所有熱帶氣旋警告信號。最終天文台於早上6時20分取消所有熱帶氣旋警告信號，當時尼格集結在香港天文台總部以西約60公里，而三號信號只維持1小時，追平2004年熱帶風暴圓規的最短三號信號紀錄。
尼格吹襲期間，天文台測風網絡8個參考自動氣象站有4個錄得強風，其中1個錄得烈風及暴風，三號信號達標，但八號信號不達標。風暴期間，長洲、西貢、機場及流浮山錄得最高10分鐘平均風速為每小時92、57、55及47公里。八號信號生效期間，當局收到11宗塌樹報告，未有收到山泥傾瀉或水浸報告。風暴造成1人受傷，於公立醫院急症室接受診治。

### 澳門
- 當地發出之最高熱帶氣旋信號： 八號西北風球
- 當地發出之最高風暴潮警告：藍色風暴潮警告
- 最接近當地時間：2022年11月3日凌晨5時
- 最接近當地位置：澳門氣象局總部之東北約10公里（在澳門以北近距離登陸；1999年以來最接近氣象局總部的熱帶氣旋）

澳門氣象局在10月28日下午5時30分發出「特別信息」，指尼格將於當週週末期間橫過呂宋島後進入南海，然而隨後的路徑及強度仍存在較大不確定性；受東北季風與尼格的共同影響，預料翌週初澳門風勢將會增強。氣象局在10月29日下午5時25分更新「特別信息」，表示尼格將於10月30日下午進入澳門800公里範圍，屆時當局將考慮發出熱帶氣旋信號，然而尼格隨後的路徑及強度仍存在不確定性；受東北季風與尼格的共同影響，預料翌週初至中期澳門風勢將會增強，間中有驟雨。氣象局在10月30日下午12時30分更新「特別信息」，指當局將於晚間至翌日考慮發出熱帶氣旋信號。
氣象局於10月31日上午1時發出一號風球，當時「尼格」集結在澳門東南偏南約790公里，並預料一號風球將在清晨維持，而預計當日下午至晚間發出三號風球可能性為較高，同時在11月2日發出八號風球可能性為中等；而在「尼格」與東北季風持續共同影響下，11月1日至3日澳門風勢將會增強，間中有驟雨。氣象局於上午5時表示，一號風球將在上午維持。上午8時，氣象局預料當天晚間東北季風將進一步增強及南推，加上「尼格」逐漸移近，屆時風勢會進一步增強，因此當天下午至晚間發出三號風球的機會偏高。上午11時，氣象局表示一號風球預料於當天下午維持。氣象局隨後在下午5時表示，受「尼格」與東北季風的共同影響，預測北風將會增強，風力間中達7級及有陣風，考慮於晚上7時至10時改發三號風球，而11月2日晚間至11月3日初時改發八號風球可能性中等。晚上9時30分，氣象局改為考慮於清晨前改發三號風球。
氣象局在11月1日凌晨3時發出三號風球，當時「尼格」集結在澳門東南約500公里，預料三號風球將在上午維持。並在上午8時把八號風球預計發佈時間提早至2日下午至晚間，可能性仍為中等；而11月2日上午發出藍色風暴潮警告的機會較高，預料11月2日晚間至11月3日清晨內港地區預料會因風暴潮出現水浸，預料水浸高度約0.5米。氣象局在上午11時指，預料三號風球將在日間維持。氣象局於下午5時表示預料三號風球將在晚間維持，並同時發出藍色風暴潮警告，指預測2日凌晨12時至5時低窪地區會出現水浸。氣象局表示，「尼格」採取比預期更偏北及更接近澳門的路徑，並將於2日下午至3日初時在澳門約100公里範圍內掠過；由於「尼格」的移動路徑及減弱程度仍存在不確定性，所以2日日間改發8號風球的機會為中等至較高。氣象局在晚上11時表示，預料三號風球將在2日清晨維持。
11月2日凌晨內港南一帶曾出現輕微水浸。上午5時，氣象局指預料三號風球將在上午維持，並指八號風球在當日下午至晚間發出的機會中等至較高，並在上午7時指預測當晚11時至3日早上7時低窪地區會出現水浸。氣象局在上午11時表示預料三號風球將在下午5時前維持，並指在東北季風影響下，「尼格」正逐漸減弱，其暴風半徑有縮小的情況，由於其移動路徑及減弱程度仍存在不確定性，所以當日傍晚至晚間改發八號風球的機會仍維持中等至較高。下午5時，氣象局表示當晚8時至11時將視乎情況改發八號風球，並指雖然「尼格」環流較細小，但考慮「尼格」於翌日凌晨至清晨非常接近澳門，並有機會在澳門附近上空掠過，屆時澳門風力將會增強，間中達8級風，故此當晚8時至11時改發八號風球的機會為高。下午6時45分，氣象局表示將於晚上9時30分改發八號西北風球，並指由於「尼格」環流較細小，預料其引致澳門達8級風力的時間相對較短。晚上9時30分，氣象局正式發出八號西北風球，當時「尼格」集結在澳門東南約120公里。民防行動中心宣佈同時進入「即時預防狀態」。晚上11時，氣象局表示八號西北風球將維持一段時間，當時「尼格」集結在澳門東南偏東約110公里。
11月3日上午2時，氣象局指預料八號風球將在清晨維持，當時「尼格」集結在澳門東南偏東約60公里。「尼格」在凌晨5時最接近澳門，在澳門氣象局總部之東北約10公里處掠過。而澳門逐漸轉吹西南風，惟由於風力遠遜預期，加上氣象局考慮到「尼格」對澳門的威脅已降低，當局便放棄改發八號西南風球，並在凌晨5時指將於早上6時至8時改發三號風球。隨著「尼格」已在珠海香洲區登陸，氣象局在上午6時降格「尼格」為為熱帶低氣壓，並表示將於上午7時改發三號風球，並同時於上午6時取消所有風暴潮警告。氣象局上午7時正式改發三號風球，當時「尼格」位於澳門氣象局總部之西北約20公里處。民防行動中心宣佈同時起終止「即時預防狀態」。上午8時30分，氣象局取消所有熱帶氣旋警告信號，當時「尼格」集結在澳門氣象局總部之西北約40公里。
氣象局總結「尼格」對澳門的影響，指「尼格」是繼1972年後，50年來首個於11月發出的八號風球。「尼格」的路徑及強度輾轉多變，這與「秋颱」的特點如出一轍。至於仍需要發出八號風球的原因，是氣象局指「尼格」進入南海北部後，雖然強度已逐漸減弱，環流亦明顯縮小；但其預測路徑卻非常接近澳門，並預料維持熱帶風暴級別的強度（中心風力約8至9級），直接在澳門附近上空掠過；同時，根據預測資料顯示，由於不能排除「尼格」為澳門帶來8級風力的可能性，其對澳門將構成一定的威脅，基於氣象風險考量，氣象局決定發出八號風球。另一方面，參考不同數值模式對3日凌晨的預報，各模式皆預期「尼格」會於珠江口附近登陸。同時，參考中國氣象局針對2日晚上8時至3日晚上8時的大風預報，亦預期珠江口附近將出現最高達9級的風力。參考3日凌晨3時的觀測資料，「尼格」於到達香港以南海域時，確曾為該區帶來8級、甚至更強風力，如「尼格」按預測路徑掠過澳門上空，預計亦很大機會帶來8級風力。然而，「尼格」路徑卻較預測略為偏北，最終於澳門以東掠過，並於珠海香洲區登陸，因此與「尼格」東北側相關的8級風區域僅於澳門半島數公里附近掠過（以港珠澳大橋及大炮台站之間距離計算），其中距離大炮台山東北偏東約6.6公里的港珠澳大橋十分鐘平均風力曾錄得每小時81.4公里。
然而最終尼格吹襲澳門期間，澳門境內未受烈風影響，錄得的強風更只限一號和三號風球期間，八號風球時的風力比2018年強烈熱帶風暴貝碧嘉更弱，是繼2020年強烈熱帶風暴浪卡後澳門再次出現境內沒有錄得烈風的八號風球。
氣象局發出三號或以上風球長達52小時，小學因而停課三日，但期間市面情況卻十分平靜，使不少人質疑當局對於發出熱帶氣旋警告信號的標準為何，更甚令一眾停課學生的家長十分頭痛。不少家長對於教育局是次針對小學的停課安排大感不解、甚至不滿，不單令學生學業進度大受影響，小學長時間停課也令家長難以安排學童的照顧。對此，直選議員林宇滔認為，當局應及時修訂因惡劣天氣的停課標準，是次尼格的影響有限，但卻導致長時間停課，若不及時修改，日後類似情況必然會重複出現。原意是為了確保學生在惡劣天氣下可安全上下課的機制，卻流於表面，不但阻礙學生學習，更無助他們成長，過於保護學生無助培養學生面對困難的能力。

### 臺灣
31日受到強烈熱帶風暴尼格和東北季風共伴效應影響，持續發布豪雨特報，針對宜蘭縣列為超大豪雨特報區域，台北市列為大豪雨特報區域，基隆市、新北市、花蓮縣、台東縣列為豪雨特報區域，桃園市、新竹縣、苗栗縣、台中市列為大雨特報區域。

## 熱帶氣旋警告使用紀錄

### 菲律賓
| 菲律賓大氣地球物理和天文服務管理局 風暴信號 | 菲律賓大氣地球物理和天文服務管理局 風暴信號 | 菲律賓大氣地球物理和天文服務管理局 風暴信號 |
| ------------------------------------------- | ------------------------------------------- | ------------------------------------------- |
| 上一熱帶氣旋                                | 一號風暴信號                                | 下一熱帶氣旋                                |
| 熱帶低氣壓25W                               | 一號風暴信號                                | 熱帶風暴帕卡                                |
| 颱風納沙                                    | 二號風暴信號                                | 超強颱風瑪娃                                |
| 颱風納沙                                    | 三號風暴信號                                | 颱風杜蘇芮                                  |

### 中國大陸
| 国家气象中心 颱風預警信號 | 国家气象中心 颱風預警信號 | 国家气象中心 颱風預警信號 |
| ------------------------- | ------------------------- | ------------------------- |
| 上一熱帶氣旋              | 颱風藍色預警信號          | 下一熱帶氣旋              |
| 強颱風納沙                | 颱風藍色預警信號          | 超強颱風瑪娃              |
| 強颱風納沙                | 颱風黃色預警信號          | 強熱帶風暴泰利            |

### 香港
| 香港天文台 熱帶氣旋警告信號 | 香港天文台 熱帶氣旋警告信號 | 香港天文台 熱帶氣旋警告信號 |
| --------------------------- | --------------------------- | --------------------------- |
| 上一熱帶氣旋                | 一號戒備信號                | 下一熱帶氣旋                |
| 颱風納沙                    | 一號戒備信號                | 颱風泰利                    |
| 颱風納沙                    | 三號強風信號                | 颱風泰利                    |
| 熱帶風暴洛克                | 八號西北烈風或暴風信號      | 超強颱風蘇拉                |
| 颱風馬鞍                    | 八號東北烈風或暴風信號      | 颱風泰利                    |
| 颱風馬鞍                    | 八號東南烈風或暴風信號      | 颱風泰利                    |
| 颱風馬鞍                    | 八號烈風或暴風信號          | 颱風泰利                    |

### 澳門
| 地球物理暨氣象局 熱帶氣旋信號 | 地球物理暨氣象局 熱帶氣旋信號 | 地球物理暨氣象局 熱帶氣旋信號 |
| ----------------------------- | ----------------------------- | ----------------------------- |
| 上一熱帶氣旋                  | 一號風球                      | 下一熱帶氣旋                  |
| 颱風納沙                      | 一號風球                      | 颱風泰利                      |
| 颱風納沙                      | 三號風球                      | 颱風泰利                      |
| 颱風海馬                      | 八號西北風球                  | 超強颱風蘇拉                  |
| 颱風馬鞍                      | 八號風球                      | 颱風泰利                      |

| 上一次 原因：颱風馬鞍 （2022年8月24日至25日） | 澳門即時預防狀態 2022-11-02 21:30－2022-11-03 07:00 | 下一次 原因：颱風泰利 （2023年7月17日） |

## 外部連結
| 太平洋颱風季             |
| 主題頁 - 專題 - 編輯指南 |

- （日語）日本氣象廳首頁 （页面存档备份，存于）
- （英文）聯合颱風警報中心首頁 （页面存档备份，存于）
- （简体中文）中國國家氣象中心首頁 （页面存档备份，存于）
- （繁體中文）臺灣中央氣象局首頁 （页面存档备份，存于）
- （繁體中文）香港天文台首頁 （页面存档备份，存于）
- （繁體中文）澳門地球物理暨氣象局首頁 （页面存档备份，存于）
- （英文）菲律賓大氣地球物理和天文管理局 惡劣天氣公告 （页面存档备份，存于）
- （泰文）泰國氣象局首頁 （页面存档备份，存于）